# Vieilles-Maisons-sur-Joudry

Vieilles-Maisons-sur-Joudry este o comună în departamentul Loiret din centrul Franței. În 1 ianuarie 2022 avea o populație de 621 de locuitori.